# St. Peter und Paul (Windach)

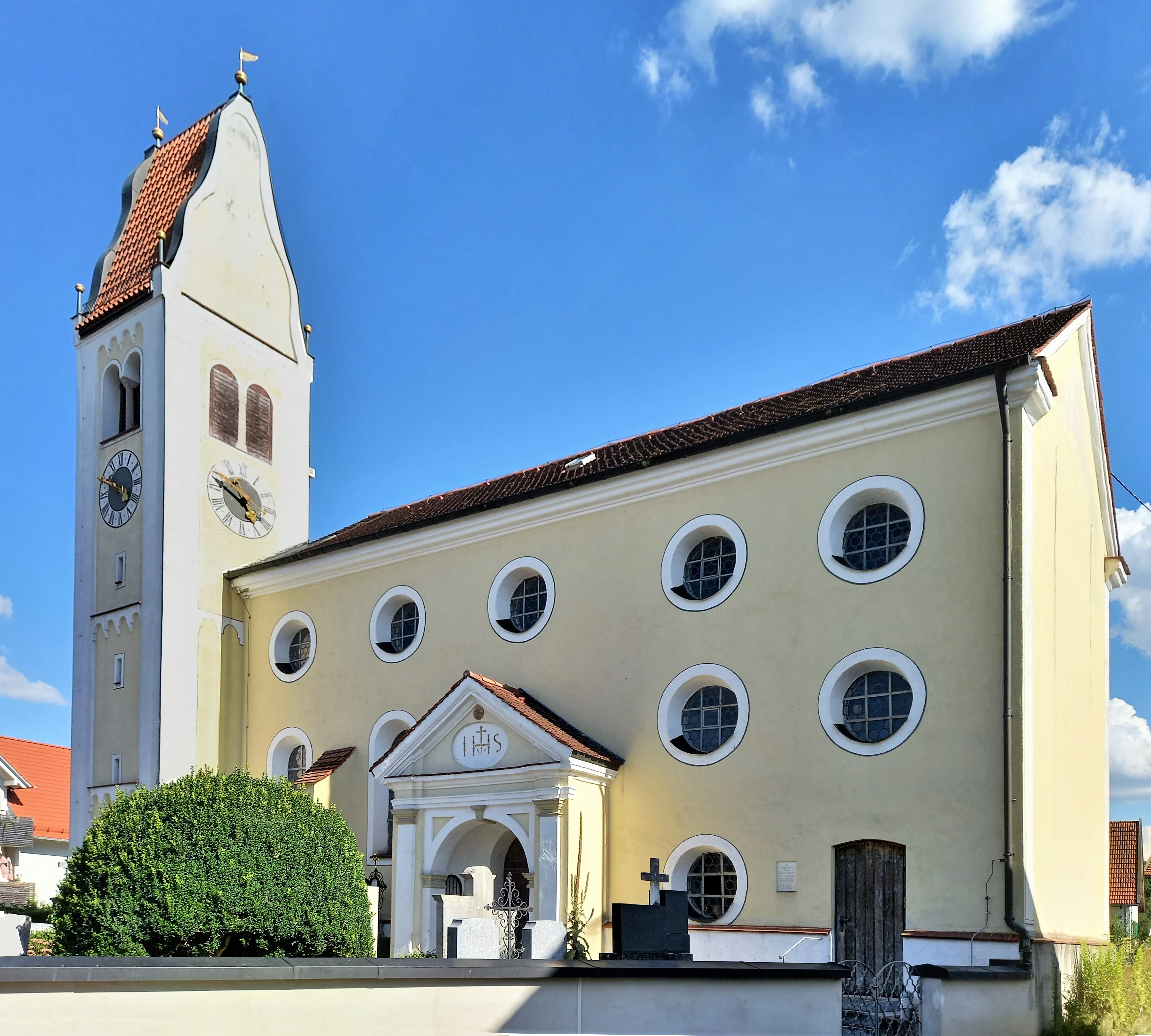
St. Peter und Paul in Windach

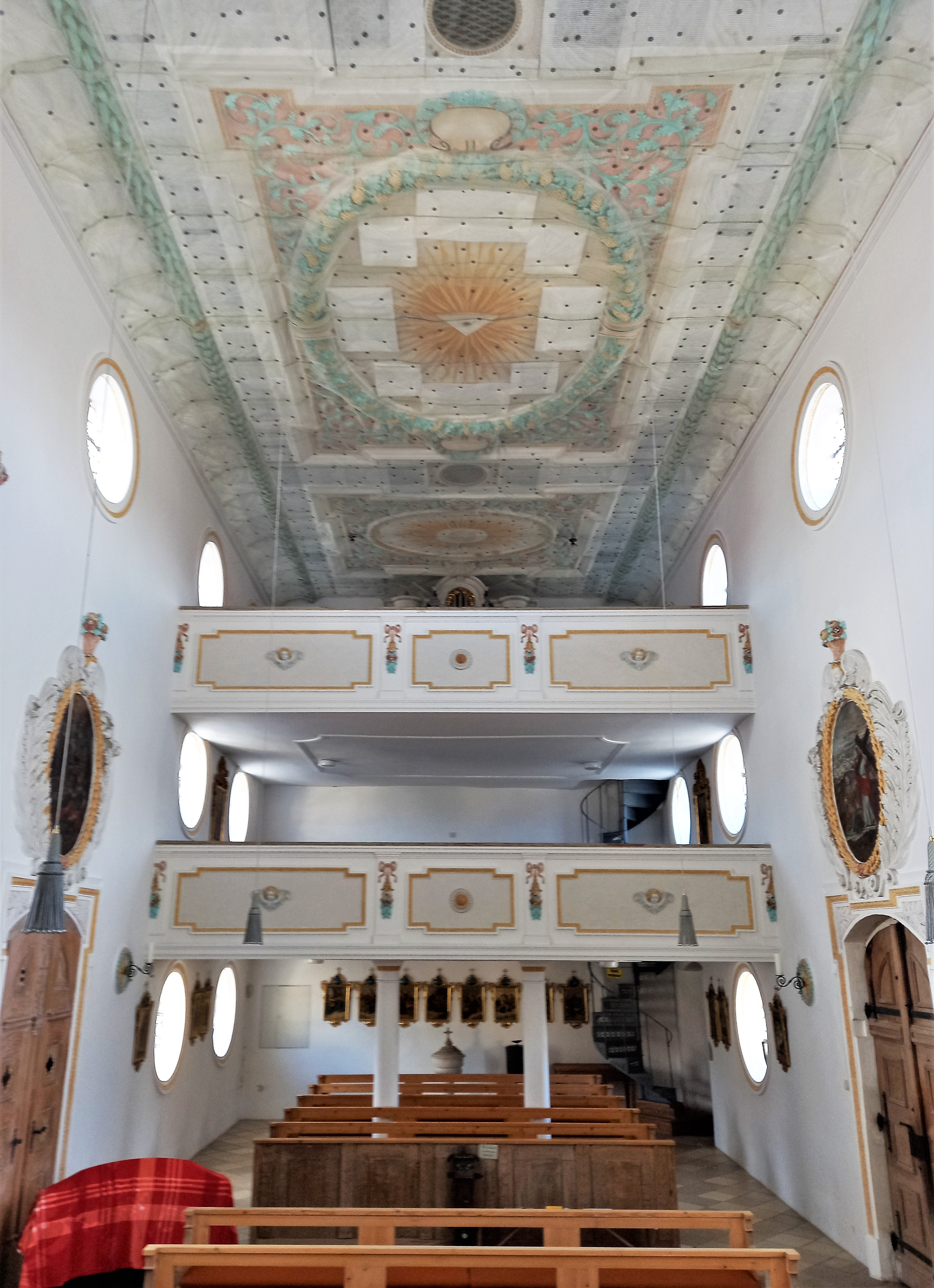
Innenraum mit Emporen

Die römisch-katholische Filialkirche St. Peter und Paul steht in der Gemarkung Unterwindach von Windach, einer Gemeinde im oberbayerischen Landkreis Landsberg am Lech. Das Bauwerk gehört zu den Baudenkmalen in Windach und ist in der Bayerischen Denkmalliste unter der Nummer D-1-81-146-1 eingetragen. Die Kirche ist Teil des Dekanats Landsberg im Bistum Augsburg. Da St. Peter und Paul als Pfarrkirche zu klein geworden war, ging diese Funktion auf die 1971 geweihte Kirche Maria am Wege über.

## Beschreibung
Die Saalkirche wurde im Kern in der ersten Hälfte des 16. Jahrhunderts erbaut und ab 1663 barock umgestaltet. Sie besteht aus dem Langhaus, dem eingezogenen, dreiseitig geschlossenen Chor im Osten und dem Chorflankenturm an der Nordwand des Chors. 
Der Stuck im Chor stammt von Johann Schmuzer. Der Stuck an der Decke im Langhaus wurde am Anfang des 20. Jahrhunderts dem des Chors nachgebildet. Der von Lorenz Luidl gebaute Hochaltar wird von den Skulpturen des Ignatius von Loyola und des Franz Xaver flankiert. Ein Gemälde mit der Darstellung einer Kreuzigungsgruppe im Chor wird Christoph Schwartz zugeschrieben. Die Orgel wurde 1978 von der Firma Offner gebaut.